# Grandisonia
Grandisonia là một chi động vật lưỡng cư trong họ Caeciliidae, thuộc bộ Gymnophiona. Chi này có 5 loài và 20% bị đe dọa hoặc tuyệt chủng.

## Danh sách loài
- Grandisonia alternans (Stejneger, 1893)
- Grandisonia brevis (Boulenger, 1911)
- Grandisonia diminutiva Taylor, 1968
- Grandisonia larvata (Ahl, 1934)
- Grandisonia sechellensis (Boulenger, 1911)